# 올라퍼 엘리아슨

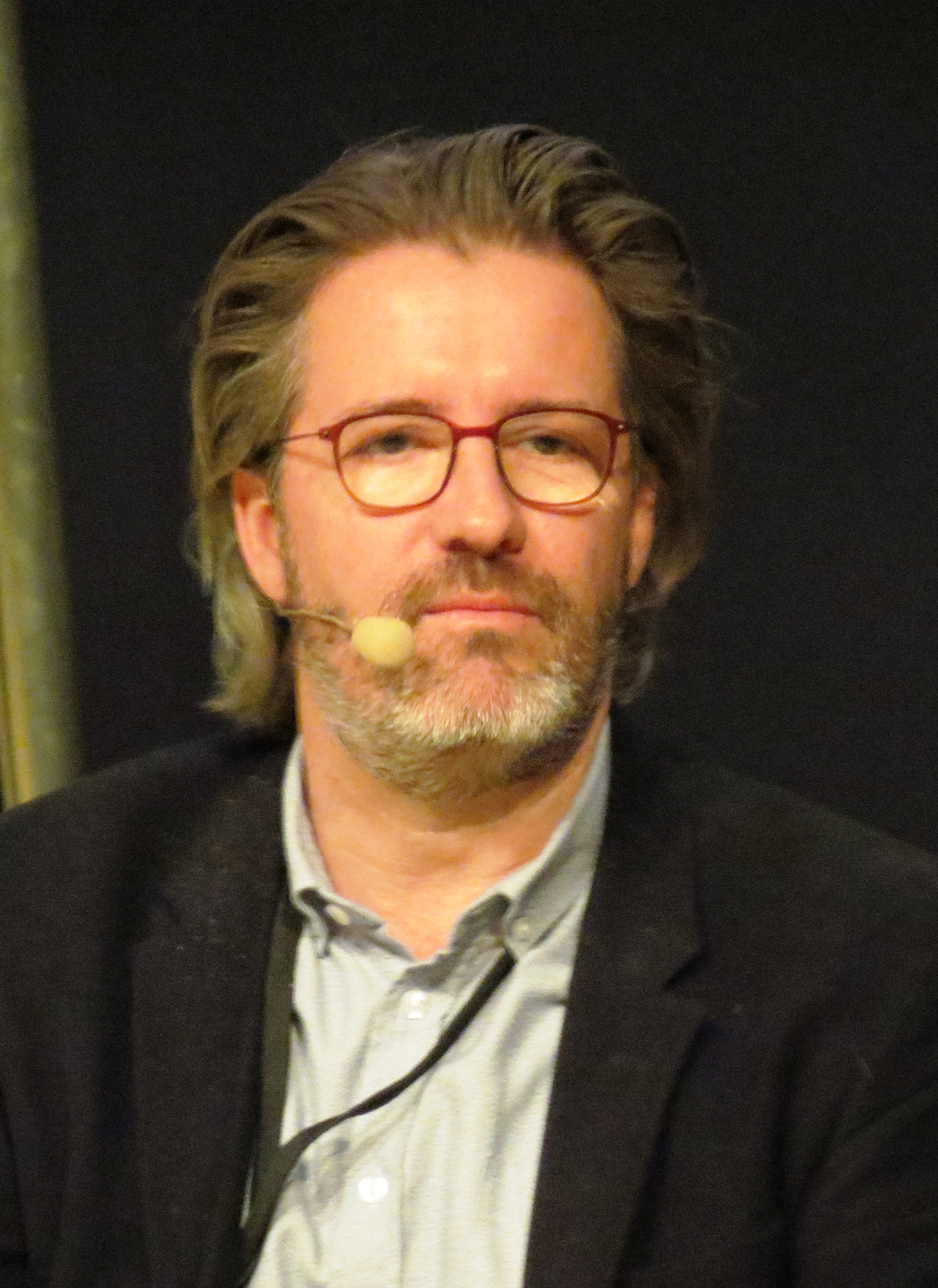

올라퍼 엘리아슨(아이슬란드어: Ólafur Elíasson 올라뷔르 엘리아손, 1967년 2월 5일~)은 아이슬란드계 덴마크인 예술가이다. 보는 사람의 경험을 강화시키기 위해 빛, 물, 대기 온도 등 요소적 재질을 활용하는 조각 및 대형 설치미술로 알려진 인물이다. 1995년 베를린에 스튜디오 올라퍼 엘리아슨 연구소를 세웠다.
올라퍼는 2009년부터 2014년까지 베를린 예술대학교의 교수로서 활동했으며 2014년부터는 아디스아바바의 아디스아바바 대학교의 비상근 교수로 있다. 그의 스튜디오는 독일 베를린에 위치해 있다.